# Gitara
Gitara é um género botânico pertencente à família Euphorbiaceae.
Plantas encontradas no Caribe, América Central e região tropical do norte da América do Sul.

## Sinonímia
- Durandeeldia Kuntze
- Acidoton Sw.

## Espécies
- Gitara panamensis
- Gitara venezolana

## Nome e referências
Gitara Pax & K.Hoffm.